# 1982年飓风阿尔贝托
飓风阿尔贝托（英語：Hurricane Alberto）是1982年大西洋飓风季形成的首场热带风暴和飓风，在古巴西部引发32年来最严重的洪灾。系统于6月2日经墨西哥湾南部的热带扰动发展而成，经快速组织于次日达到飓风强度，成为有纪录以来形成日期最早的大西洋飓风之一，仅次于1970年5月的飓风阿尔玛。达到风力时速140公里的最高强度后不久，阿尔贝托因上层风逼近而快速减弱。气象机构一度预计飓风会继续向东北方向前进吹袭佛罗里达州，但气旋实际上却突然向西大幅转向，然后飘忽不定地在墨西哥湾行进数天，最终于6月6日消散。
风暴在古巴西部降下暴雨，引起山洪爆发并导致严重破坏。阿尔贝托令8745套房屋受损，另有154幢建筑毁于一旦，数以百计的居民无家可归。风暴过后，该国的暴雨又持续数周之久，整场飓风一共导致至少23人遇难，还引起价值约8500万美元的破坏（1982年美元，相当于2025年的2.77億美元）。气象部门起初预测气旋会继续向东北方向前进并袭击佛罗里达州，但风暴之后突然转向并快速弱化，因此对该州的影响很小。

## 气象历史
5月下旬，加勒比地区西北部上空有热带扰动逐渐发展。系统向西进入尤卡坦半岛海域，其中的对流在6月1日组织成带有低气压系统的圆形云系。系统向东北方向进入墨西哥湾并继续组织，随后发展出下层环流，在坎昆西北偏北方向约65公里海域成为1982年大西洋飓风季的第一号热带低气压。飓风猎人之后在同一天确认有热带低气压存在。据气旋中心以南约185公里洋面某船只测得的每小时75公里风速，美国国家飓风中心估计气旋于6月3日清晨在古巴最西端的西北偏北方向约240公里海域增强成热带风暴阿尔贝托。气象机构原计划派出美国空军侦察机飞入风暴确认，但因古巴政府禁止美国军机进入领空而作罢。
阿尔贝托在墨西哥湾东南部朝东北方向前进，在此期间迅速强化，仅获名约9小时后就升级成飓风。6月3日晚，气旋在佛罗里达州基韦斯特西南偏西方向约195公里洋面达到风力时速140公里的最高强度。此后不久，风暴的深层对流开始受到强烈上层西向风的影响。到了6月4日清晨，阿尔贝托的强度已回落至热带风暴水平，并因弱转向气流影响突然大幅转朝西面前进。气旋的环流从对流中暴露出来，行进路线飘忽不定，于6月5日清晨降级成几乎不含对流的热带低气压。阿尔贝托接下来朝东北偏东飘移，之后又转向东进，至6月6日晚在距佛罗里达州海岸约115公里海域完全消散。

## 防灾措施和影响

### 古巴
阿尔贝托的雨带令古巴西部普降暴雨，多地爆发山洪。该国最高降雨量达1012毫米，是1963年后古巴出现的第四高降雨总量。受洪灾影响，古巴有超过五万人被迫疏散，新闻报导中称这是1950年后该国西北部最严重的洪灾。
古巴共有8745套房屋受到飓风破坏。比那尔德里奥省有71户民居被毁，全国各地有数以百计的居民流离失所，首都哈瓦那也有83幢建筑倒塌，哈瓦那省的六家工厂受损。受飓风经过影响，哈瓦那省多地的供电、电话和邮政业务中断。古巴军方赶赴灾区解救因房屋被淹而受灾的居民，并清理倒塌的树木。该国农业损失惨重，约有25万株香蕉树倒塌，400头牛溺毙。古巴的暴雨天气在风暴过后又持续数周之久，对该国烟草作物构成重创。狂风暴雨共同影响，致使多个仓库被毁，约90万公斤新近收割的烟草毁于一旦，另有130万公斤烟叶受损。气旋过去两天后，古巴已确认有11人丧生，死亡人数次日还上升到23。最终统计的死亡人数有23和24两种，另有17人失踪。比那尔德里奥省有至少20人遇难，哈瓦那省也有三人。该国遭受的损失总额估计达8500万美元（1982年美元，相当于2025年的2.77億美元）。

### 佛罗里达州

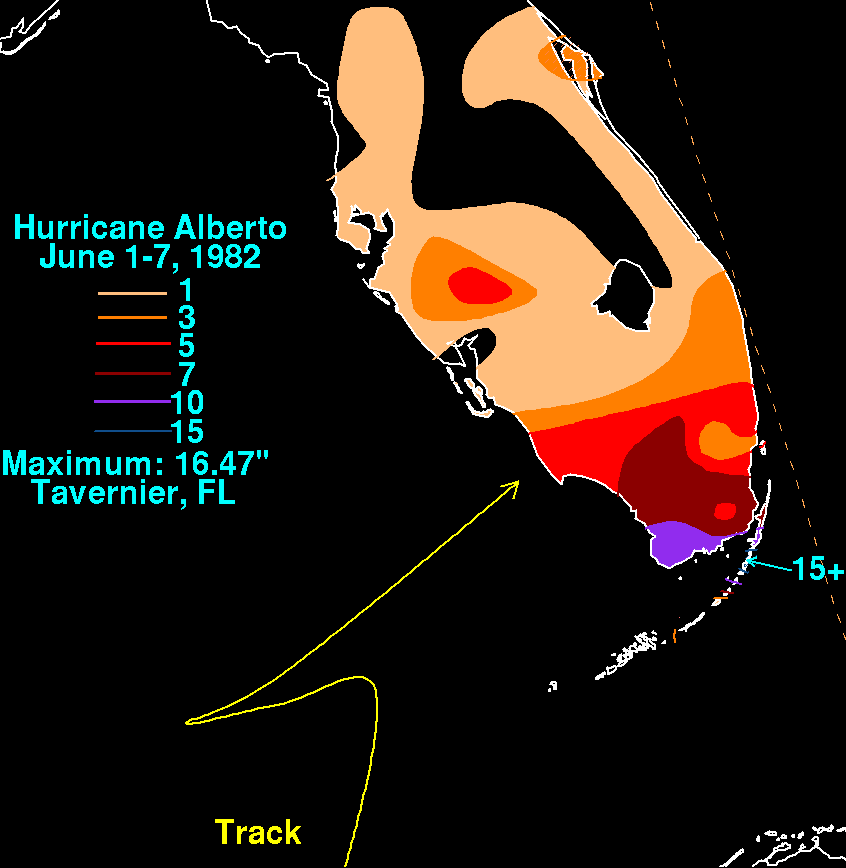
飓风阿尔贝托的降水分布

阿尔贝托突然增强并朝佛罗里达州西南部逼近，美国国家飓风中心因此向佛罗里达礁岛群的干龟群岛至马拉松、以及该州西南沿海地区向北直至麦尔兹堡之间地区发布热带风暴警告，之后又升级成飓风警告，马拉松到朱庇特之间区域则接获飓风观察预警。飓风警告发布之时，风暴正稳步向东北方向前进，气象部门推断气旋会在12小时内登陆基韦斯特，并在24小时内登上拉戈岛（Key Largo），袭击内陆地区。此外，绝大部分计算机模型的运算结果都认为阿尔贝托会继续朝东北移动，穿越佛罗里达州南部。只有一个此后才投入使用的模型认为当时转向气流中存在的薄弱环节会受飓风转向，不会登陆佛罗里达州。
政府部门下令佛罗里达州西南沿海地区居民强制撤离，约有1000人离开家园，进入九个应急避难所躲避。佛罗里达航空停飞所有迈阿密飞往基韦斯特的航班。佛罗里达礁岛群下群岛的许多居民无法转移到内陆，基韦斯特城内的四间避难所约有50人前来暂避。6月3日中午，门罗县的多所学校关闭，所有非应急部门的市县政府雇员放假回家。
佛罗里达礁岛群下群岛风速达到烈风强度，还降下暴雨。基韦斯特测得的24小时降雨量达160毫米，陆地上测得风速最高的是干龟群岛，达每小时115公里。佛罗里达州南部和佛罗里达礁岛群普降中雨，最高降雨量出现在门罗县的塔弗尼尔（Tavernier），达418毫米。阿尔贝托在佛罗里达礁岛群催生出三场龙卷风和一场海龙卷风，袭击斯托克岛（Stock Island）的海龙卷风致使多艘船只受损。三场龙卷风中有一场将正在行驶的车辆吹至浮空，车上司机受轻伤。另一场将跨海公路上的两根电线杆刮倒，导致交通延误一小时。这些龙卷风造成的损失总额约为27万5000美元（1982年，相当于2025年的89.6萬美元）。